# 오스트리아 연안 지대
오스트리아 연안 지대(독일어: Österreichisches Küstenland, 이탈리아어: Litorale austriaco, 슬로베니아어: Avstrijsko primorje, 크로아티아어: Austrijsko primorje, 헝가리어: Osztrák Tengermellék) 또는 오스트리아 해안 지대는 1849년부터 1919년까지 현재의 이탈리아, 슬로베니아, 크로아티아에 존재했던 백국이다.
1849년 일리리아 왕국이 해체되면서 오스트리아 제국의 총독 직할령으로 신설되었다. 1867년 오스트리아-헝가리이 수립되어 오스트리아-헝가리의 구성국 가운데 하나가 되었다. 오스트리아-헝가리 시대에는 트리에스테 자유 지구, 고리치아 그라디스카 후백국, 이스트리엔 변경으로 구성되어 있었다.
1919년 제1차 세계 대전의 종전과 함께 체결된 생제르맹 조약에 따라 오스트리아 연안 지대는 이탈리아에 편입되었다. 제2차 세계 대전 이후에 이 지역은 이탈리아령, 슬로베니아령, 크로아티아령으로 나뉘었다.

## 같이 보기
- 이손초 전투
- 트리에스테